# TeleTu
TeleTu S.p.A. (precedentemente Tele2 Italia S.p.A., poi Opitel S.p.A.) era una società di telecomunicazioni italiana che forniva servizi di telefonia fissa.
Fondata nel 1999 da Tele2, nel 2008 è stata ceduta a Vodafone, che l'ha incorporata nel 2012, avviando un processo di dismissione del marchio, completato il 1 aprile 2015.

## Storia
Nell'aprile 1999 Tele2 fonda la sua filiale italiana, Tele2 Italia
Ha chiesto a Telecom Italia la liberalizzazione, cioè l'unbundling, riconosciuto solo a Infostrada e Fastweb.
Nell'estate del 2005 ha iniziato ad offrire l'ADSL nelle grandi città tra cui Milano e Roma in unbundling, per poi estendere rapidamente il servizio a numerose altre zone d'Italia.
Da gennaio 2006 offre ai propri clienti la possibilità di staccarsi da Telecom Italia e di non pagare più il canone connesso.
Nell'autunno 2007 ha aggiunto al proprio servizio ADSL la funzione di filtraggio del traffico P2P.
Il 6 ottobre 2007, come avvenuto anche in Spagna, viene acquisita da Vodafone. Tale operazione si conclude nel mese di dicembre. La società ha così cambiato denominazione in Opitel, mantenendo temporaneamente il marchio Tele2.
Non essendo più legato a Tele2, dal 1º gennaio 2010 è stato cambiato il marchio dell'operatore, che è così diventato TeleTu. Dal 4 gennaio viene modificata anche la denominazione sociale in TeleTu.
Dal 1º ottobre 2012 TeleTu, a seguito della fusione per incorporazione con Vodafone, ha iniziato a vendere i propri prodotti con il marchio Vodafone. Dal 1 aprile 2015 il marchio TeleTu è stato ufficialmente abbandonato in favore di quello della controllante, e tutti quelli che erano suoi clienti passano automaticamente a Vodafone.

## Identità aziendale

### Loghi

1999-2007
2007-2010
dal 2010

### Slogan
- "TeleTu, per sempre"
- "TeleTu, chi risparmia sei tu"
- "Canone Telecom? No grazie"
- "Tele2. Perché pagare di più?"